# Джон Дутко
Джон Дутко (англ. John W. Dutko; нар. 24 жовтня 1916, Діллтаун — пом. 23 травня 1944, Понте-Ротто) — американський військовослужбовець, рядовий першого класу армії США часів Другої світової війни. Кавалер Медалі Пошани (посмертно), удостоєний найвищої відзнаки за проявлений героїзм та самопожертву в ході визволення Італії.
Джон Дутко вступив до лав армії з містечка Ріверсайд, штат Нью-Джерсі у лютому 1941 року. На 23 травня 1944 року був рядовим першого класу в 30-му піхотному полку 3-ї піхотної дивізії. Того дня поблизу Понте-Ротто в Італії він самотужки атакував три німецькі кулеметні гнізда та одну 88-мм артилерійську систему. Хоча він був двічі поранений в цій атаці, він продовжив битися і успішно знищив усі чотири позиції, перш ніж померти від отриманих поранень. За цей вчинок йому посмертно присвоєно звання першого сержанта і 5 жовтня 1944 року нагороджено медаллю Пошани.
Дутко, якому на момент смерті було 27 років, похований на національному кладовищі у Беверлі, штат Нью-Джерсі.